# Blitzkrieg Blepp
Blitzkrieg Blepp är ett könsrocksalbum från 2003 av Onkel Kånkel and his kånkelbär.

## Låtlista
1. Pungen hänger ut
2. Martin Yung
3. Egon gamle vän (Ung & bög)
4. Dr. Piska
5. Gubbe vid
6. Ökensheiken Hassa Hom
7. H.E.M.O.R.Ö.J.D
8. Bandyklubba
9. Cp-Göbbels
10. Sture Och Ture
11. Fula farbror Kurt/Achmed från Sud
12. Skita är kul
13. Svettiga ludret Agda
14. Klisk Klisk Kliskerto
15. Åderbrock
16. Gösta
17. Kal E. Yanka $uger Pung
18. Tjines Fes
19. Ljunsjuke Leif
20. Syfilis Balling
21. Torsten Kurt
22. JR smekte Kukhuvud
23. Urban med turban
24. Fem gned pung